# If You're Not the One
«If You're Not the One» (en español: «Si no eres el único») es el título de una balada interpretada por el cantautor inglés-neozelandés Daniel Bedingfield, incluida en su álbum debut de estudio, Gotta Get Thru This (2002). La empresa discográfica Polydor Records la lanzó el 7 de octubre de 2002 como el tercer sencillo del álbum. Esta canción fue el sucesor de sencillos como "Gotta Get Thru This" y "James Dean (I Wanna Know)". El sencillo ingresó en el top 20 de la mayoría de las listas musicales del mundo, convirtiéndose en un éxito en el Reino Unido donde ocupó la primera posición del UK Singles Chart y llegó a alcanzar el puesto #15 en los Estados Unidos.

## Composición
La canción fue escrita como una balada de amor. Bedingfield afirma haber sido inspirado por la banda Westlife, en la composición y en la grabación de la canción. Bedingfield cree que la canción es "cursi". Bedingfield admitió que comenzó a escribir la canción, porque se dio cuenta de que el material que pretendía presentar, lo consideraba más "complejo", y por eso, tenía pocas posibilidades de obtener un contrato con alguna discográfica.
"El comercialismo, las letras y melodías sencillas son las cosas que más odio en el universo, pero no estoy seguro, solo Bob Dylan podría conseguir el interés de la compañía discográfica sin ganchos musicales en estos días.", afirmó Bedingfield en una entrevista con The Daily Telegraph. "Son tiempos diferentes. Tienes que ir en busca de la ruta populista. Por lo tanto, hace unos tres años, me senté con una canción de Westlife y trató de escribir algo similar". Bedingfield también admite que no estaba en sus planes incluir la canción en su álbum. "Yo no quería poner esta canción en el álbum, porque la consideraba demasiado cursi, y además, sonaba como Westlife o alguna banda Teen pop. Pero a ella (Natasha Bedingfield, su hermana) le fascinó. Las mujeres suelen escuchar cosas melosas y me convenció que la canción es fantástica", remarcó Bedingfield.

## Lista de canciones
Reino Unido — CD1
1. "If You're Not the One" – 4:19
2. "James Dean (I Wanna Know)" (Versión acústica) – 2:56
3. "If You're Not the One" (Metro Mix) – 6:37
4. "If You're Not the One" (Video musical) – 4:16

 Australia — CD, Maxi-Single
1. "If You're Not the One" – 4:06
2. "If You're Not the One" (Metro Mix Radio Edit) – 3:55
3. "James Dean (I Wanna Know)" (ATFC's Committed Vocal Mix) – 7:49
4. "Gotta Get Thru This" (Music Video - U.S. Version) – 3:27
5. "If You're Not the One" (Metro Mix Video) – 3:49

 Estados Unidos — CD single
1. "If You're Not the One" (Radio Edit) – 4:03
2. "If You're Not the One" (Metro Mix Radio Edit) – 3:54
3. "Album Snippets Medley" – 5:22

 Estados Unidos — Remixes
1. "If You're Not the One" (Metro Edit) – 3:56
2. "If You're Not the One" (Metro Remix) – 6:42
3. "If You're Not the One" (The Passengerz Girlfriend Radio Edit) – 3:59
4. "If You're Not the One" (The Passengerz Girlfriend Club Mix) – 7:10
5. "If You're Not the One" (The Passengerz Dub) – 5:58
6. "If You're Not the One" (Seth Lawrence Future Dub) – 6:31
7. "If You're Not the One" (Mantese "Running" Dub) – 6:08
8. "If You're Not the One" (The Passengerz Mainstream Radio Edit) – 4:14

## Posicionamiento en listas y certificaciones
La canción llegó a vender alrededor de las 515 000 copias en el Reino Unido, según The Official Charts Company.
| Lista (2002-2003)                     | Mejor posición |
| ------------------------------------- | -------------- |
| Alemania (Media Control AG)           | 38             |
| Australia (ARIA)                      | 14             |
| Austria (Ö3 Austria Top 40)           | 49             |
| Bélgica (Flandes) (Ultratop 50)       | 28             |
| Canadá (Canadian Singles Chart)       | 6              |
| Dinamarca (Tracklisten)               | 1              |
| Estados Unidos (Billboard Hot 100)    | 15             |
| Estados Unidos (Pop Songs)            | 7              |
| Estados Unidos (Hot Dance Club Songs) | 4              |
| Estados Unidos (Adult Contemporary)   | 3              |
| Estados Unidos (Adult Pop Songs)      | 17             |
| European Hot 100                      | 8              |
| Francia (SNEP)                        | 18             |
| Irlanda (IRMA)                        | 2              |
| Noruega (VG-lista)                    | 4              |
| Nueva Zelanda (Recorded Music NZ)     | 2              |
| Países Bajos (Dutch Top 40)           | 13             |
| Reino Unido (UK Singles Chart)        | 1              |
| Suecia (Sverigetopplistan)            | 4              |
| Suiza (Schweizer Hitparade)           | 69             |

| País        | Lista (2000–2009) | Posición |
| ----------- | ----------------- | -------- |
| Reino Unido | UK Singles Chart  | 78       |

| País        | Organismo certificador | Certificación | Ref.   |
| ----------- | ---------------------- | ------------- | ------ |
| Australia   | ARIA                   | Oro           | [ 27 ] |
| Dinamarca   | IFPI                   | Oro           | [ 28 ] |
| Noruega     | IFPI Noruega           | Platino       | [ 29 ] |
| Reino Unido | BPI                    | Platino       | [ 12 ] |

## The One
En 2008, Bedingfield regrabó la voz de la canción, incluyendo el sample de "If You're Not The One", en una nueva versión titulada simplemente “The One”, realizada por uno de los integrantes del dúo Deep Dish, Sharam. Bedingfield había escuchado la versión de Sharam lanzada a manera de bootleg en 2007, luego decidió ponerse en contacto con el DJ, y acordaron en colaborar juntos.
Fue lanzada como sencillo el 8 de agosto de 2008 y fue incluido en el álbum debut de Sharam, Get Wild, lanzado en abril de 2009.

### Video musical
También contó con su respectivo video musical, dirigido por Josh Forbes. En él, aparecen el mismo Sharam y hacen un pequeño cameo, la bella DJ y productora holandesa Miss Nine, en la escena donde se está mirando al espejo y el DJ francés Cedric Gervais, aparece con gafas negras rodeado de mujeres.

### Lista de canciones de la versión de Sharam
| Estados Unidos — Descarga digital |                                                  |          |  |
| N.º                               | Título                                           | Duración |  |
| 1.                                | «The One» (Radio Edit)                           | 3:49     |  |
| 2.                                | «The One» (Vocal Mix)                            | 9:48     |  |
| 3.                                | «The One» (Original Dub)                         | 9:05     |  |
| 4.                                | «The One» (UK Radio Edit)                        | 3:20     |  |
| 5.                                | «The One» (Dean Coleman Remix)                   | 9:26     |  |
| 6.                                | «The One» (Dean Coleman Dub)                     | 8:54     |  |
| 7.                                | «The One» (Cedric Gervais Florianopolis Mix)     | 8:17     |  |
| 8.                                | «The One» (Joachim Garraud & David Guetta Remix) | 7:52     |  |
| 9.                                | «The One» (D-Formation Remix)                    | 8:36     |  |
| 10.                               | «The One» (D-Formation Dub)                      | 7:22     |  |
| 11.                               | «The One» (Downtempo Mix)                        | 4:06     |  |

| Reino Unido — Descarga digital |                                                  |          |  |
| N.º                            | Título                                           | Duración |  |
| 1.                             | «The One» (Radio Edit)                           | 3:23     |  |
| 2.                             | «The One» (Vocal Club Mix)                       | 9:45     |  |
| 3.                             | «The One» (Joachim Garraud & David Guetta Remix) | 7:46     |  |
| 4.                             | «The One» (Hot 22 Remix)                         | 6:16     |  |
| 5.                             | «The One» (Dean Coleman Remix)                   | 9:25     |  |

### Rendimiento en listas de la versión de Sharam
| Lista (2008)                            | Máxima posición |
| --------------------------------------- | --------------- |
| Bulgaria (Singles Top 40)               | 28              |
| Estados Unidos (Dance/Mix Show Airplay) | 16              |
| Francia (SNEP)                          | 27              |
| Países Bajos (Dutch Top 40)             | 19              |

## Otras versiones
- La canción ha sido interpretada por varios participantes en diversas ediciones de los programas británicos de talento. Bedingfield interpretó la canción junto a los concursantes del show de talentos musicales de la BBC, Fame Academy, entre ellos, Alistair Griffin, en 2003.
- Dos años más tarde, en segunda edición de The X Factor, Shayne Ward, interpretó la canción varias veces en este reality, y lo lanzó como cara B de su single de debut, "That's My Goal".
- Después de las actuaciones en directo de Ward, Simon Cowell, jurado y productor de The X Factor, describió a la canción como "una de las mejores canciones pop de todos los tiempos".[38]

- Cliff Richard incluyó un cover de la canción en su álbum de 2007, Love ... The Album.[39]
- El tenor inglés Jonathan Ansell incluye su versión en su álbum de 2008, Forever.

## Sucesión en listas
| Anterior: «Dirrty» de Christina Aguilera | Número uno en el UK Singles Chart 1 de diciembre de 2002 — 7 de diciembre de 2002 | Siguiente: «Lose Yourself» de Eminem |